# Erbschaftsteuer in Ungarn
In Ungarn wird bei einem Erwerb von Todes wegen eine Erbschaftsteuer und bei einer unentgeltlichen Zuwendung unter Lebenden eine Schenkungsteuer erhoben.

## Gegenständliche und persönliche Steuerpflicht
Die Steuer ist als Erbanfallsteuer ausgestaltet und fällt als Gebühr beim Erwerber an. Sie entsteht unabhängig von den Beteiligten beim Erwerb von in Ungarn befindlichem Vermögen und erstreckt sich auf ausländisches bewegliches Vermögen nur dann, wenn der Erwerber ungarischer Staatsangehöriger oder ein in Ungarn lebender Ausländer oder eine in Ungarn ansässige juristische Person ist. Unterliegt das ausländische bewegliche Vermögen jedoch einer Erbschaftsbesteuerung im Ausland, so wird insoweit die ungarische Steuer nicht erhoben. Ausländischer Immobilienbesitz wird von der ungarischen Steuer nicht erfasst. Mit geringfügigen Änderungen wird in gleicher Höhe bei unentgeltlichen Zuwendungen unter Lebenden Schenkungsteuer erhoben. Eine Besonderheit besteht bei Erbverträgen (unter Lebenden im Hinblick auf ein künftiges Erbrecht) und entsprechenden Vermögensübertragungen, bei denen auch der Erwerber bestimmte Gegenleistungen übernimmt. Hier entsteht eine eigene Übertragungsgebühr.

## Nachlass
Maßgebend ist der Verkehrswert, von dem die nachgewiesenen Belastungen abgezogen werden. Zu den Verbindlichkeiten gehören auch die Kosten der Nachlassabwicklung (wie die Kosten eines Pflegers oder Testamentsvollstreckers) sowie die Beerdigungskosten in üblicher Höhe.

## Steuerklassen, Steuersätze und Freibeträge
Die Erben werden in drei Steuerklassen zusammengefasst:
- Steuerklasse I:  Ehegatten, Kinder, Eltern und im Haushalt des Erblassers lebende verwaiste Enkelkinder; Stief-, Adoptiv- und Pflegekinder, Stief-, Adoptiv- und Pflegeeltern
- Steuerklasse II: Enkelkinder, soweit nicht in der Steuerklasse I und Großeltern; Geschwister
- Steuerklasse III: alle übrigen Erben

Innerhalb der Steuerklassen fallen unterschiedliche sich zudem nach der Höhe des erworbenen Nachlasses richtende Steuersätze an. Die Steuersätze unterscheiden sich danach, ob es sich um Wohnungseigentum oder sonstiges Vermögen handelt. Die Steuer wird abschnittsweise, das heißt für jede Wertgruppe gesondert berechnet. Einzelheiten können der nachfolgenden Tabelle entnommen werden.
| Wertgruppe             | Steuerklasse I Allgemein | Steuerklasse I Wohnimmobilie | Steuerklasse II Allgemein | Steuerklasse II Wohnimmobilie | Steuerklasse III Allgemein | Steuerklasse III Wohnimmobilie |
| ---------------------- | ------------------------ | ---------------------------- | ------------------------- | ----------------------------- | -------------------------- | ------------------------------ |
| bis 18 Mio. Forint     | 11 %                     | 2,5 %                        | 15 %                      | 6 %                           | 21 %                       | 8 %                            |
| 18 Mio.–35 Mio. Forint | 15 %                     | 6,0 %                        | 21 %                      | 8 %                           | 30 %                       | 12 %                           |
| über 35 Mio. Forint    | 21 %                     | 11,0 %                       | 30 %                      | 15 %                          | 40 %                       | 21 %                           |

Erben der Steuerklasse I erhalten einen Freibetrag in Höhe von 20 Mio. Forint (zirka 50.000 Euro). Der Freibetrag wird zuerst auf das niedriger zu versteuernde Wohnungseigentum und nur mit einem hierbei nicht verbrauchten Betrag auf den den allgemeinen Sätzen unterliegenden Nachlasswert angerechnet. Sonstige Erben haben bzgl. beweglicher Nachlassteile einen Freibetrag von 300.000 Forint (zirka 1.100 Euro).

## Befreiung von der Erbschaftsteuer
Von der Erbschaftsteuer befreit sind Wertpapiere, Sparguthaben und Geschäftsanteile eines Gesellschafters. Befreit sind auch unter der Voraussetzung der Fortführung einer Mitgliedschaft bei einer staatlichen oder privaten Versicherung bestehende Rentenversicherungen. Befreit sind schließlich Zuwendungen zu bestimmten gemeinnützigen Zwecken.
Minderjährige Erben müssen die Erbschaftsteuer erst binnen zweier Jahre nach Eintritt der Volljährigkeit zahlen. Zahlen sie vorher, so wird für jedes begonnene Kalenderjahr ihrer vorfristigen Zahlung die Erbschaftsteuer um 10 %, maximal aber nicht um mehr als 70 % gekürzt.

## Sonderbehandlung von Nachlassgegenständen
Die Übernahme einer ärztlichen Praxis (aufgrund der Übernahme eines entsprechenden Rechts zur Praxisführung) wird mit 10 % besteuert. Bei land- und forstwirtschaftlichen Flächen wird der Steuersatz halbiert. Ist der Erwerber Landwirt, beträgt die Erbschaftsteuer nur ein Viertel.
Gesondert ermittelt wird auch die Erbschaftsteuer für Kraftfahrzeuge und Anhänger in Höhe der doppelten Gebühr, die bei einer entgeltlichen Übertragung anfällt. Diese Gebühr berechnet sich nach dem Hubraum des PKWs (18 bis 36 Forint je cm³ Hubraum) bzw. Gewicht des Anhängers.

## Entgeltliche Vermögensübertragung
Verträge unter Lebenden über das Erbrecht (Erbverträge) werden nach den Gebühren zur entgeltlichen Vermögensübertragung mit dem Regelsatz von 10 % besteuert, der Erwerb von Wohnungseigentum in Abhängigkeit vom Wert mit 2 bis 6 %. Erfolgt die Übertragung von Immobilien zum Zweckes des Immobilienhandels oder an Kreditinstitute, beträgt der Steuersatz nur 2 %.

## Schenkungsteuer
Schenkungsteuer wird bei unentgeltlichen Zuwendungen unter Lebenden nach denselben Grundsätzen wie die Erbschaftsteuer erhoben, wobei jedoch Abweichungen bei der Behandlung von Wohnimmobilien bestehen. Hier sind die Steuersätze um 1 bis 9 % höher als bei der Erbschaftsteuer. Der Schenkungsteuer unterliegt die unentgeltliche Zuwendung von in Ungarn gelegenen Grundstücken sowie von beweglichem Vermögen, soweit die Übergabe oder der Erwerb in Ungarn erfolgt. Seit dem 1. Januar 2008 werden die Regelungen zur Schenkungsteuer auch auf Körperschaften angewandt mit der Folge, dass etwaige Forderungserlasse zwischen – auch verbundenen – Unternehmen der Schenkungsteuer unterliegen. Dabei kommen grundsätzlich die Steuersätze der Steuerklasse III zur Anwendung, es sei denn, dass abgebendes und erwerbendes Unternehmen zu 100 % verbunden sind. In diesem Falle wird die Steuerklasse I zugrunde gelegt.

## Doppelbesteuerung
Dadurch, dass Ungarn ausländischen Grundbesitz von der Erbschaftsteuer ausnimmt und bei ausländischem beweglichem Vermögen auf eine mögliche Besteuerung verzichtet, sobald eine Besteuerung im Ausland erfolgt, verursacht das ungarische Recht kaum Fälle einer Doppelbesteuerung. Diese ist jedoch hinsichtlich von in Ungarn befindlichem Vermögen durch ein ausländisches Erbschaftsteuerrecht (im Falle von ausländischen Erblassern oder Erben) denkbar. Ungarn hat insoweit Abkommen zur Vermeidung einer Doppelbesteuerung auf dem Gebiet der Erbschaftsbesteuerung mit Polen, Österreich, Rumänien und Schweden abgeschlossen.